# Gårdstånga
Gårdstånga är en tätort i Eslövs kommun och kyrkby i Gårdstånga socken i Skåne belägen vid Kävlingeåns norra strand längs länsväg 104, cirka 11 kilometer nordost om Lund.
Det anses ha funnits bebyggelse i området sedan 900-talet, och slaget vid Gårdstånga nämns på Forshedastenen i Småland. Fram till 1984 gick dåvarande E66 rakt igenom byn, då vägen drogs utanför samhället. Gårdstånga kyrka är från 1200-talet.

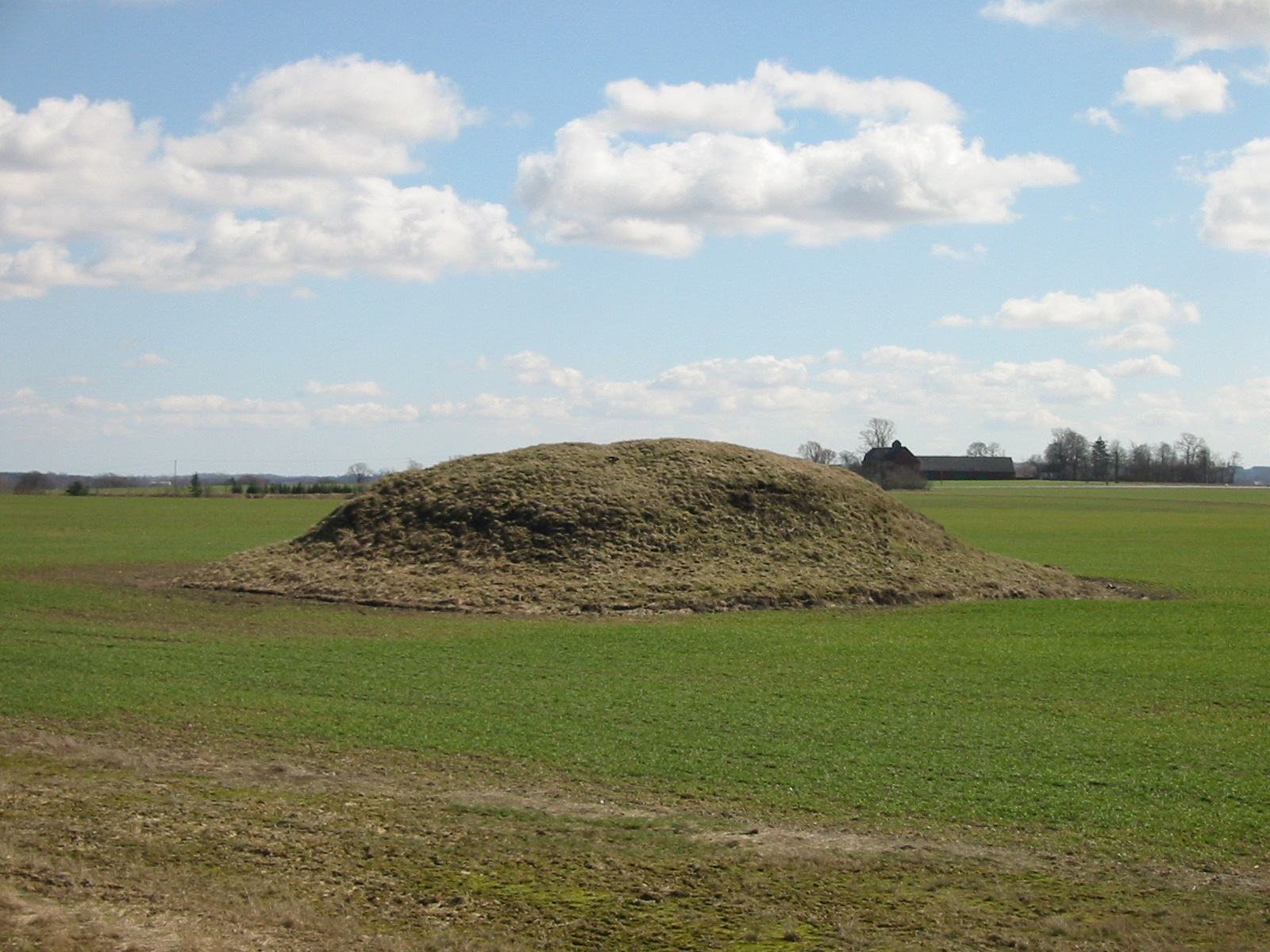
Bronsåldershög strax utanför Gårdstånga.

## Befolkningsutveckling
| Befolkningsutvecklingen i Gårdstånga 1975–2020 | Befolkningsutvecklingen i Gårdstånga 1975–2020 | Befolkningsutvecklingen i Gårdstånga 1975–2020 | Befolkningsutvecklingen i Gårdstånga 1975–2020 | Befolkningsutvecklingen i Gårdstånga 1975–2020 |
| ---------------------------------------------- | ---------------------------------------------- | ---------------------------------------------- | ---------------------------------------------- | ---------------------------------------------- |
|                                                |                                                |                                                |                                                |                                                |
| År                                             |                                                |                                                | Folkmängd                                      | Areal (ha)                                     |
| 1975                                           | 1975                                           |                                                | 343                                            |                                                |
| 1980                                           | 1980                                           |                                                | 322                                            |                                                |
| 1990                                           | 1990                                           |                                                | 323                                            | 41                                             |
| 1995                                           | 1995                                           |                                                | 337                                            | 43                                             |
| 2000                                           | 2000                                           |                                                | 338                                            | 43                                             |
| 2005                                           | 2005                                           |                                                | 339                                            | 43                                             |
| 2010                                           | 2010                                           |                                                | 343                                            | 43                                             |
| 2015                                           | 2015                                           |                                                | 366                                            | 45                                             |
| 2020                                           | 2020                                           |                                                | 386                                            | 47                                             |
| Anm.: Ny tätort 1975                           |                                                |                                                |                                                |                                                |

## Idrott
Gårdstånga har i samarbete med grannorten Flyinge  fotbollsklubben Gårdstånga och Flyinge IF (GoF IF).